# Parme (couleur)
Pour les articles homonymes, voir Parme.
Parme est un nom de couleur en usage dans la mode et la décoration, évoquant celle de la « violette de Parme », d'une nuance de violet ou de « bleu pâle, grisâtre ».

## Historique
Des articles sur la mode de 1829 mentionnent des tissus couleur violette de Parme. La violette dite de Parme se cultive en 1755 dans la région de Grasse où elle est surtout utilisée en parfumerie.  Le nom de cette variété, attesté en 1816, est sans doute une allusion à l'impératrice Marie-Louise, devenue duchesse de Parme en 1814, qui en a planté. La fleur est à la mode comme parure des cheveux vers 1826, en 1829 la couleur violette de Parme décrit le velours d'une robe. En 1834 un journal spécialisé affirme « la couleur violette de Parme est la préférée en ce moment ». Cette mode dure un temps, puis d'autres couleurs triomphent.
Au milieu du siècle, on dit « couleur Parme » puis « Parme » tout court, quand le contexte le permet. La teinture est alors extraite d'un lichen. « C'est à l'aide de l'orseille que l'on produit cette magnifique couleur parme, qui n'est autre que la couleur même de l'orseille modifiée par l'action de la chaux. ». Entre 1850 et 1865, les couleurs pourpre, mauve et violet étant à la mode, les teinturiers mettaient beaucoup d'efforts à en fabriquer. L'orseille fut rapidement remplacée par des colorants synthétiques donnant des nuances plus vives et des teintures plus solides.

## Nuanciers
En 1860, Michel-Eugène Chevreul définit la couleur de la violette de Parme comme 2 Bleu-Violet, c'est-à-dire au 2/5 intermédiaire entre le bleu-violet et le violet, lavé de blanc de 7 à 9 tons.
Le nuancier de la Société des Chrysanthémistes (1905) donne quatre tons : 1234 d'un « Violet Parme. Couleur ordinaire de la Violette de Parme (Viola Parmensis) ». C'est un violet pâle (70 pour la force de ton). Le ton 1 du Violet Pensée, beaucoup plus soutenu que le précédent (318 pour la force de ton) est indiqué comme celui des « Violettes: Souvenir de Josse et Parme Madame Millet », encadré par le Violet Pétunia et le « Violet de violette : Couleur de la Violette odorante (Viola odorata) dite de Paris" ».
Dans les nuanciers actuels, on trouve Parme, Fantaisie Parme, Violet de Parme, Parme.